# Saint-Jean-du-Pin
Saint-Jean-du-Pin är en kommun i departementet Gard i regionen Occitanien i södra Frankrike. Kommunen ligger i kantonen Alès-Ouest som tillhör arrondissementet Alès. År 2022 hade Saint-Jean-du-Pin 1 531 invånare.

## Befolkningsutveckling
Antalet invånare i kommunen Saint-Jean-du-Pin
Referens:INSEE